# Julieta Norma Fierro Gossman
Julieta Norma Fierro Gossman (Ciudad de México, 24 de febrero de 1948), conocida como Julieta Fierro, es una física, astrónoma y divulgadora científica mexicana. Tiene el nombramiento como investigadora titular del Instituto de Astronomía de la Universidad Nacional Autónoma de México (UNAM) y profesora de la Facultad de Ciencias de esa universidad. Pertenece al Sistema Nacional de Investigadores nivel III. Desde el 2004, ocupa la silla XXV de la Academia Mexicana de la Lengua.
Su trabajo de investigación se concentra en la materia interestelar, y sus trabajos más recientes se refieren al sistema solar. Sin embargo, su labor más destacada es la divulgación de la ciencia. Posee tres doctorados honoris causa; además, varios laboratorios, bibliotecas, planetarios, sociedades astronómicas y escuelas llevan su nombre.

## Datos biográficos
Julieta Fierro nació el 24 de febrero de 1948 en la Ciudad de México. Estudió física en la Facultad de Ciencias de la UNAM, donde se tituló en 1974, y posteriormente realizó una maestría en astrofísica en la misma institución. Es investigadora titular del Instituto de Astronomía de esa universidad, donde también se ha desempeñado como jefa de difusión y profesora de la Facultad de Ciencias.
De marzo del 2000 a enero del 2004, ocupó el cargo de directora de divulgación de la ciencia en la UNAM. Ha ocupado cargos como vicepresidenta y presidenta de la Comisión de Educación de la Unión Astronómica Internacional y  presidenta de la Academia Mexicana de Profesores de Ciencias Naturales y de la Asociación Mexicana de Museos de Ciencia y Tecnología. Además, perteneció a la mesa directiva de la Sociedad Astronómica del Pacífico, que se ocupa de manera prioritaria de difundir la ciencia para mejorar la educación.
Fue elegida miembro de número de la Academia Mexicana de la Lengua el 24 de julio del 2003, y  tomó posesión de la silla XXV el 26 de agosto del 2004, con la conferencia Imaginemos un caracol. Fue elegida miembro correspondiente de la Real Academia Española el 21 de abril del 2005.

## Divulgación de la ciencia
A lo largo de su carrera, ha publicado 40 libros, de los cuales 23 son de divulgación científica. También ha escrito decenas de artículos para todos los niveles, y publicaciones en importantes periódicos nacionales. Uno de sus escritos se publicó en maya. Con el propósito de dar a conocer el mundo de la ciencia a un gran número de personas, ha dictado centenares de conferencias y diseñado numerosos talleres de ciencia para niños. Incluso en el 2020 publicó una serie de actividades para realizar en casa durante los periodos de cuarentena debido a la pandemia de COVID-19.

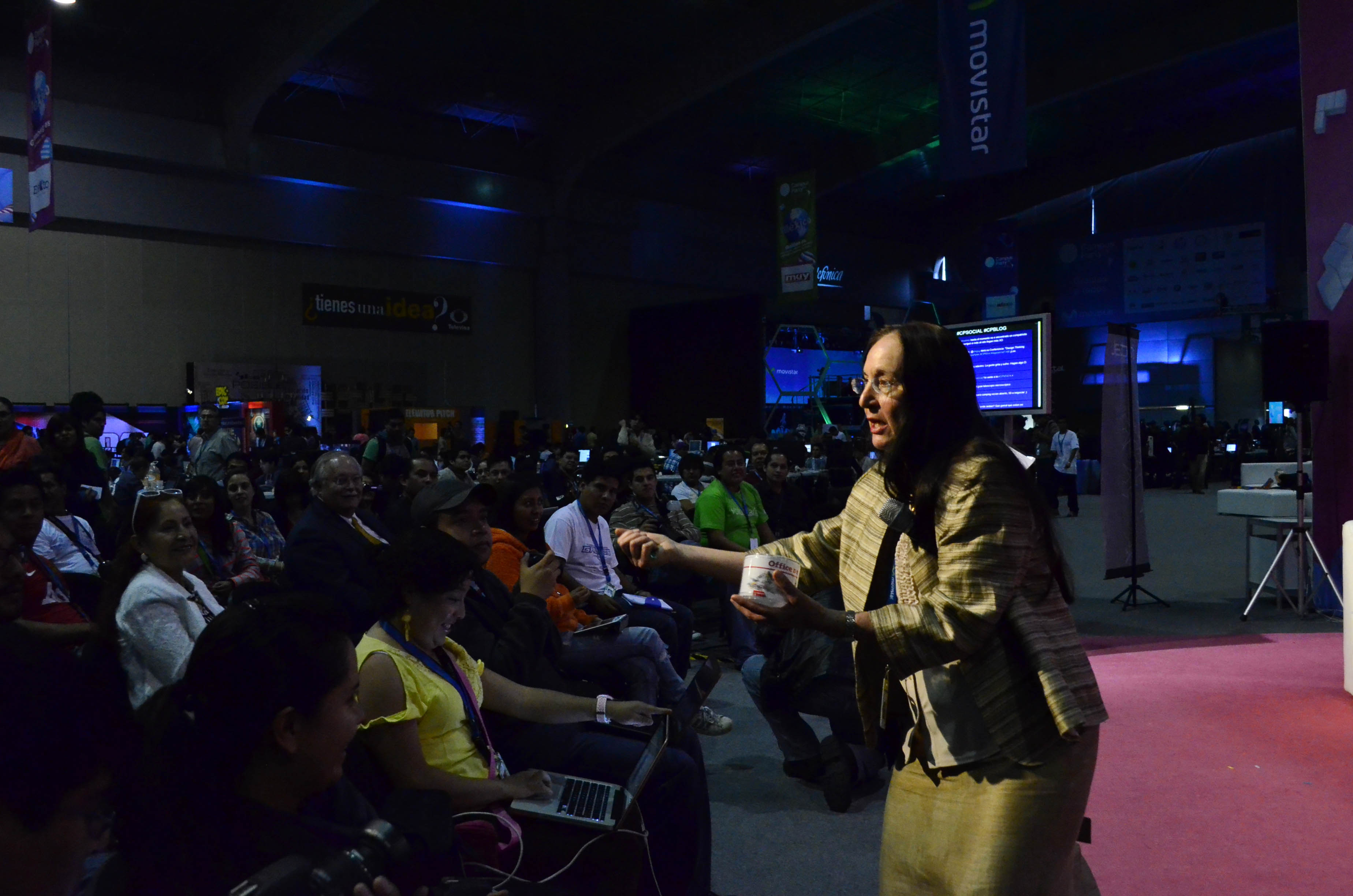
Julieta Fierro en Campus Party

Participó en la realización de la sala de astronomía de Universum (UNAM), misma de la que fue directora, así como del Museo Descubre, de Aguascalientes. Colaboró en la creación de un Museo de Ciencias en Puerto Rico y de los Observatorios McDonald en Estados Unidos, y Suderland, en Sudáfrica. Mantiene colaboraciones con Universum, con el Museo de Ciencias Naturales, con el Museo de la Luz, con La Semilla, con el Museo del Observatorio McDonald en Texas y en Puerto Rico, y con la Feria Mundial Japón.
Ha participado en miles de programas de radio donde lee sobre ciencia y habla sobre su pasión por la misma. En ocasiones es ella quien realiza las entrevistas a otros científicos, para enriquecer la conversación. Tuvo un programa de televisión llamado Más allá de las estrellas, premiado en 1998 como mejor video científico. Su colaboración más reciente en televisión fue con el Canal 11 del Instituto Politécnico Nacional, con el programa Sofia Luna, agente especial.

### Publicaciones destacadas
- La astronomía de México. Lectorum, 2001, ISBN 968-5270-55-4.
- Albert Einstein: Un científico de nuestro tiempo. Julieta Fierro y Héctor Domínguez, Lectorum, 2005, ISBN 970-32-1108-9.
- Lo grandioso de la luz, Gran paseo por la ciencia. Nuevo México, 2005, ISBN 970-677-181-6.
- Lo grandioso del tiempo. Gran paseo por la ciencia. Nuevo México, 2005, ISBN 970-677-179-4.
- Cartas astrales, Un romance científico del tercer tipo. Julieta Fierro y Adolfo Sánchez Valenzuela. Alfaguara, 2006, ISBN 968-19-1175-X.
- Galileo y el telescopio, 400 años de ciencia. Héctor Domínguez y Julieta Fierro. Uribe y Ferrari Editores, 2007 ISBN 970 756 238-2.
- Newton, la luz y el movimiento de los cuerpos. Héctor Domínguez y Julieta Fierro. Uribe y Ferrari Editores, 2007 ISBN 970 756 238 2.

De la colección Ciencia para Todos del Fondo de Cultura Económica de México:
- La evolución química del Sol. Julieta Fierro y Manuel Peimbert Sierra, 2012, ISBN 978-607-16-12373
- Nebulosas planetarias: la hermosa muerte de las estrellas. Julieta Fierro y Silvia Torres Castilleja, 2009, ISBN 978-607-16-0072-1.
- Fronteras del Universo. Compilación por Manuel Piembert Sierra, 2000, ISBN 9789681661038.
- La familia del Sol. Julieta Fierro y Miguel Ángel Herrera, 1989, ISBN 978-968-16-7076-4.

## Premios y reconocimientos
Entre sus muchas distinciones, se encuentran las siguientes:
- Premio de divulgación de la Academia Mundial de Ciencias, 1992.
- Premio Kalinga , UNESCO , 1995.
- Medalla de Oro Primo Rovis, Centro de Astrofísica Teórica de Trieste, 1996.[18]
- Premio Klumpke-Roberts, Sociedad Astronómica del Pacífico , Estados Unidos, 1998.[19]
- Premio Latinoamericano de Popularización de la Ciencia, Chile, 2001.[20]
- Medalla al Mérito Ciudadano de la Asamblea de Representantes, Gobierno del Distrito Federal, México, 2003.
- Medalla Benito Juárez, 2004.
- Reconocimiento Flama, Universidad Autónoma de Nuevo León, 2005.
- Medalla Vasco de Quiroga, 2011.[21]
- Premio Regional TWAS-ROLAC, 2017.[22]
- Medalla al Mérito en Ciencias 2021 Ingeniero Mario Molina.[23][24]
- En 2023 fue elegida como miembro de la Academia Estadounidense de las Artes y las Ciencias. Clase I, Matemáticas y Ciencias Físicas. Sección 4 Astronomía, Astrofísica y Ciencias de la Tierra.[25]

### Doctorados Honoris Causa
- 2006: Otorgado por el CITEM
- 2009: Otorgado por la Universidad Michoacana de San Nicolás de Hidalgo
- 2017: Otorgado por la Universidad Autónoma Benito Juárez de Oaxaca.[26]